# Билско езеро
Билското езеро (на немски: Bielersee; на френски: Lac de Bienne) е езеро в западната част на Швейцария (кантони Берн и Нюшател). Площ 39,51 km², обем 1,24 km³, средна дълбочина 29 m, максимална 74 m.

## Географско характеристика
Билското езеро е разположено в западната част на Швейцария, между югоизточните подножия на планината Юра и северните подножия на Алпите. Заема обширна удължена от североизток на югозапад тектонска котловина, допълнително обработена от плейстоценския планински ледник. Дължина от североизток на югозапад 15 km и максимална ширина от югоизток на северозапад 4,1 km. Има слабо разчленена брегова линия с дължина 55,6 km, като единственото изключение е дългия 4 km и широк до 0,8 km остров/полуостров Свети Петър, вклиняващ се в южната му част. Северозападните му брегове са високи и стръмни, а южните и югоизточните – полегати. През него протича река Аар (ляв приток на Рейн), руслото на която през 1878 г. е изменено чрез прокопаването на изкуствен канал от град Аарберг до югоизточния бряг на езерото и друг такъв от северния му ъгъл, при град Бил до старото корито на Аар. От юг в него се влива канализираната река Цил, изтичаща от Ньошателското езеро, а от север – река Сюз.
Водосборният басейн на Билското обхваща площ от 8210 km³ Намира се на 429,1 m н.в., като колебанията на водното му ниво през годината са незначителни и плавни, с малко по-високо ниво през пролетта. По този начин годишният му отток е почти постоянен и с малки отклонения. Температурата на водата през лятото достига до 15 – 17°С.

## Стопанско значение, селища
Езерото е важна туристическа дестинация особено през лятото за водни спортове, риболов, отдих и лагеруване. По бреговете му са изградени множество почивни, спортни и туристически бази. Има местно корабоплаване. По бреговете му са разположени множество населени места, като най-големи са градовете Бил и Нидау на северния му бряг, Ла Ньорвил – на югозападния.